# Agrypon inclinatum
Agrypon inclinatum là một loài tò vò trong họ Ichneumonidae.